# Halde Oberscholven

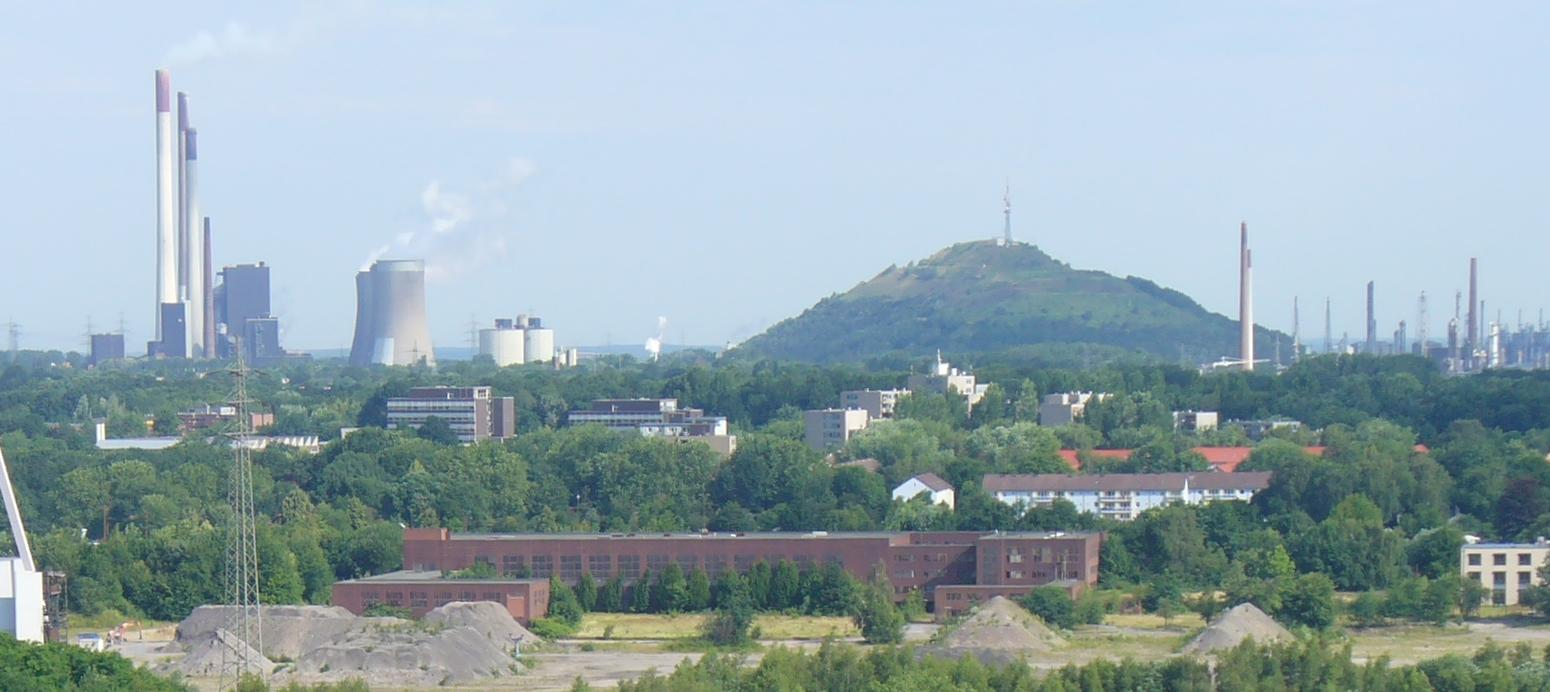
Blick auf die Halde Oberscholven von der Halde Rungenberg aus.

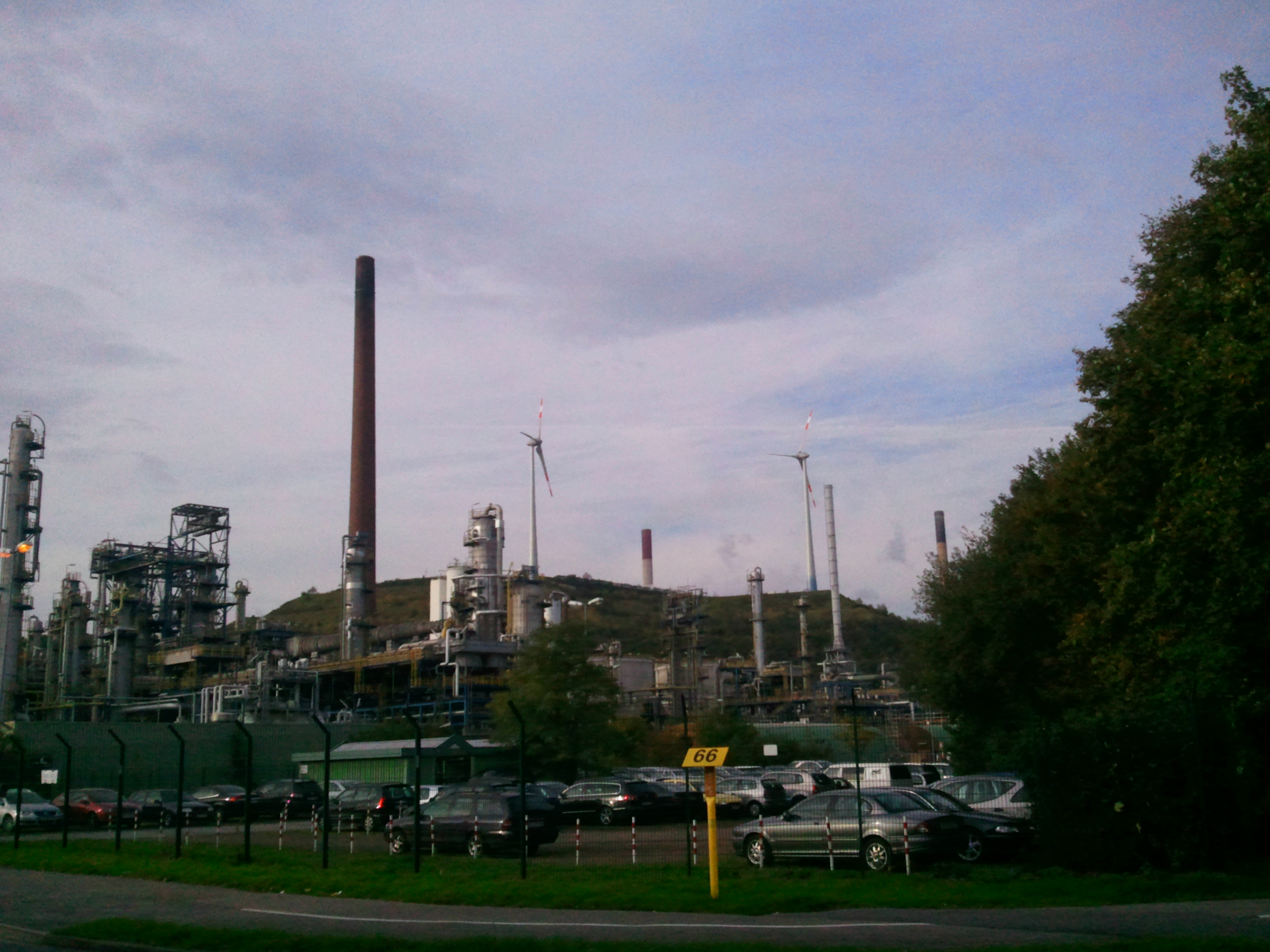
Die 2010 neu errichteten Windräder, vorne Raffinerie, Schornsteine hinten vom Kraftwerk Scholven.

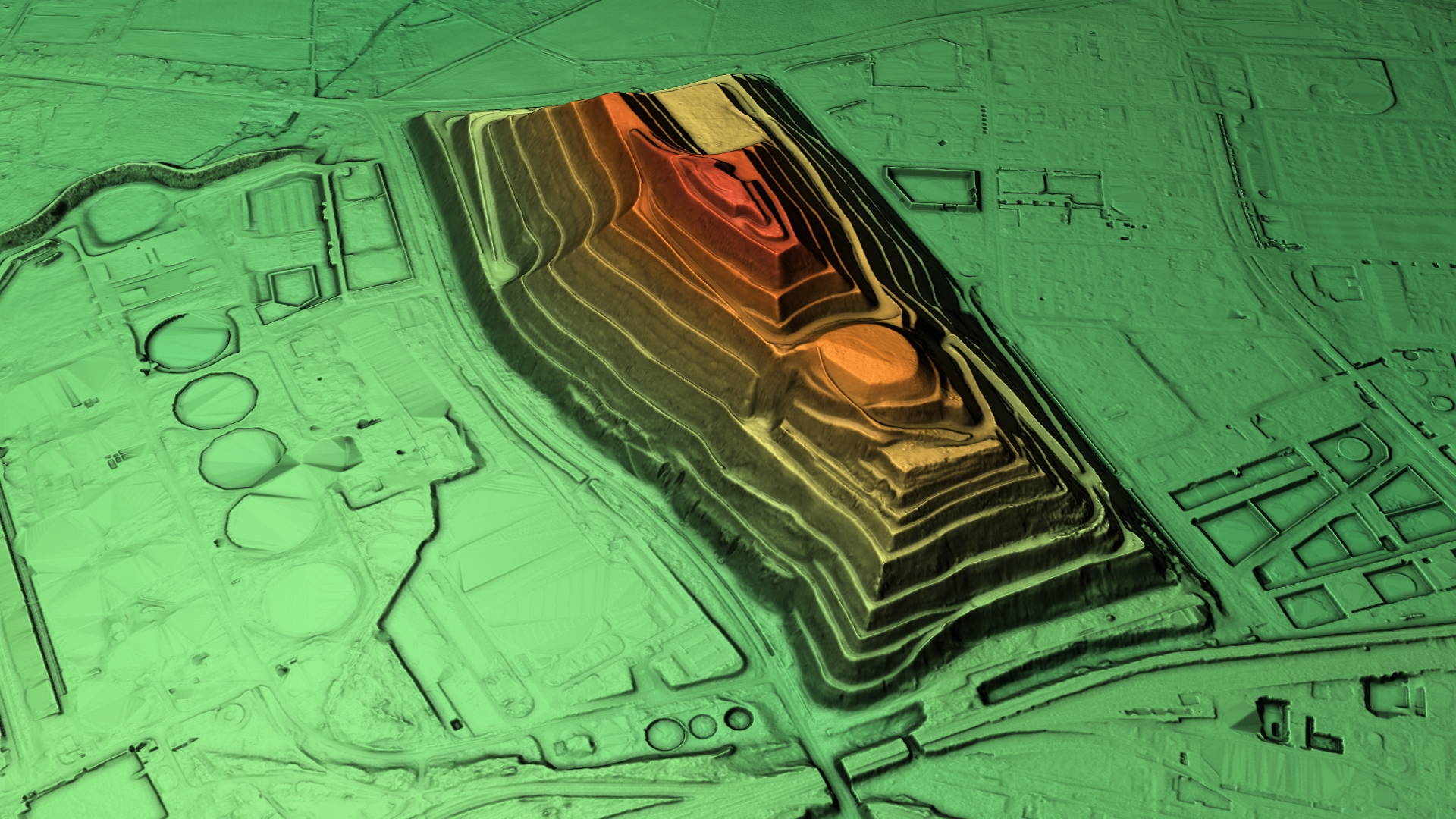
3D-Ansicht des digitalen Geländemodells

Die Halde Oberscholven ist eine Bergehalde in Gelsenkirchen-Scholven. Sie nahm in den Jahren 1966 bis 1987 das Bergematerial aus dem Betrieb der Zechen Scholven, Bergmannsglück und Emscher-Lippe auf. Die Halde überragt die Umgebung um 140 m und ist damit die höchste künstliche Erhebung im Ruhrgebiet.
Sie gehört zur zweiten Generation von Halden, den abgestuften Tafelberghalden. Den höchsten Punkt auf 201,8 m Höhe über Normalnull markiert seit 1994 ein im Winter nachts beleuchtetes und inzwischen bereits einmal ersetztes acht Meter hohes Gipfelkreuz. Neben diesem befindet sich eine zur Hälfte versenkte Seilscheibe. Etwas tiefer steht ein Sendemast für Mobilfunk von Vodafone, terrestrisches Fernsehen DVB-T und digitalen Hörfunk DAB+ mit 60 m Höhe.
Der Funkmast wurde ursprünglich 2003 von Vodafone unter der Bezeichnung 5125 WXR 897 (RMSV 42+14 m Windzone 2) errichtet. Ebenfalls auf der Halde befindet sich der DMR-Repeater und HAMNET-Knoten DB0OHL. Sie sind Einrichtungen des Amateurfunkdienstes.
Die Halde wird von der RAG Montan Immobilien im Auftrag der RAG AG betreut. Auf der Halde wachsen 212.000 Bäume, darunter Erlen, Linden, Rotweiden, Eschen und Scheinakazien, ferner Sträucher und Kräuter.
Im Inneren der Halde befindet sich ein Trinkwasserbehälter von Gelsenwasser, gespeist aus dem Wasserwerk Haltern. Es handelt sich um 15 Röhren mit 66 Metern Länge, einem Durchmesser von zehn Metern und 36.000 Kubikmetern Speicherkapazität in 130 m Höhe NN. Der Behälter erzeugt durch die Höhendifferenz für das umgebende Wassernetz einen Wasserdruck von sechs Bar.
Die Halde ist der Öffentlichkeit gewöhnlich nicht zugänglich. Ausnahmen bilden ein Tag der offenen Tür von Gelsenwasser, Wanderungen, die durch die Volkshochschule organisiert werden, und die traditionelle Mai-Andacht der Gemeinde St. Josef in Scholven. Diese Andacht findet vor dem Gipfelkreuz statt. Für Besucher, die den etwa einstündigen Aufstieg nicht bewältigen, werden gewöhnlich Pendelbusse eingesetzt.
In unmittelbarer Nähe liegt das Kraftwerk Scholven mit seinen teils über 300 m hohen Schornsteinen und fünf Kühltürmen sowie eine Raffinerie von BP.
Nach einer Grundsteinlegung am 7. Juli 2010 wurde auf der Halde der Windpark Halde Oberscholven mit zwei Windkraftanlagen vom Typ Enercon E-82 E2 mit je 2,3 Megawatt Leistung errichtet. Die von der ELE Scholven Wind GmbH für rund sechs Millionen Euro errichteten Anlagen haben eine Nabenhöhe von 98,38 m und einen Rotordurchmesser von 82 m, die Gesamthöhe von 139,38 m überragen Halde und Funkmast deutlich.

## Dominanz und Prominenz
Die Halde Oberscholven hat eine stolze Dominanz von etwa 27 km. So weit muss man sich vom Gipfel entfernen, um zu einem höheren Geländepunkt zu gelangen, der, südsüdöstlich jenseits der Ruhr, südwestlich Hattingens liegt (Hansberg). Möchte man einen höheren Punkt erreichen und nur so tief herunter wie zwingend nötig, muss man ins noch etwas entferntere Ardeygebirge, das zwischen Emscher und Ruhr liegt. Auf dem Weg um die Emscher herum muss man am Schiffshebewerk Henrichenburg den Rhein-Herne-Kanal bzw. den dort erniedrigten Dortmund-Ems-Kanal passieren, der auf 56,5 m ü. NHN liegt. Die Prominenz der Halde beträgt daher den Differenzwert von 145,3 m.
Die Halde Oberrscholven ist, seit es sie gibt und sofern man sie einrechnet, Dominanz- und Prominenznehmer für den Stimberg, den höchsten Berg der Haard, der 18 km entfernt ist.

## Sendemast

### Digitales Fernsehen (DVB-T2 HD)
| Kanal | Frequenz (MHz) | Multiplex   | Programme im Multiplex                                             | ERP (kW) | Antennendiagramm rund (ND)/gerichtet (D) | Polarisation horizontal (H)/ vertikal (V) | Modulations- verfahren | FEC | Guard- intervall | Gleichwellennetz (SFN) |
| ----- | -------------- | ----------- | ------------------------------------------------------------------ | -------- | ---------------------------------------- | ----------------------------------------- | ---------------------- | --- | ---------------- | --- |
| 25    | 506            | WDR (Mitte) | - Das Erste HD - arte HD - One HD - WDR HD Dortmund - WDR HD Essen | 5        | ND                                       | V                                         | 64-QAM                 | 1/2 | 19/128           | Dortmund (Florianturm), Essen (Fernsehturm Holsterhausen), Gelsenkirchen (Halde Oberscholven), Hagen (Eilpe), Langenberg (Hordtberg) |

### Digitaler Hörfunk (DAB+)
Seit dem 16. Juni 2021 der landesweite DAB+-Multiplex des WDR auf Kanal 11D verbreitet.
| Block                        | Programme (Datendienste) | ERP | Gleichwellennetz (SFN) |
| ---------------------------- | --- | --- | --- |
| 11D Radio für NRW (D__00236) | - 1 Live (88 kbps) - 1 Live diggi (88 kbps) - WDR 2 Rhein-Ruhr (RR) (88 kbps) - WDR 2 Ostwestfalen-Lippe (OW) (88 kbps) - WDR 2 Südwestfalen (SW) (88 kbps) - WDR 3 (120 kbps) - WDR 4 Rhein-Ruhr (RR) (88 kbps) - WDR 4 Ostwestfalen-Lippe (OW) (88 kbps) - WDR 4 Südwestfalen (SW) (88 kbps) - WDR 5 (88 kbps) - WDRcosmo (80 kbps) - WDR Maus (80 kbps) - WDR Event (56 kbps) - WDR EPG (8 kbps) - ARD TPEG (16 kbps) | 1   | - Region Aachen: Aachen (Stolberg-Donnerberg), Eifel (Dahlem-Bärbelkreuz) - Bergisches Land: Engelskirchen (Hohe Warte), Gummersbach (Kerberg), Remscheid (Hohenhagen), Wuppertal (Auf der Königshöhe) - Rheinland: Bonn (Venusberg), Köln (Kölnturm) - Rhein-Ruhr: Düsseldorf (Rheinturm), Gelsenkirchen-Scholven, Kleve (Bresserberg), Langenberg (Hordtberg), Viersen (Süchtelner Höhen) - Ruhrgebiet: Dortmund (Florianturm) - Münsterland: Ibbenbüren (Blomenkamp), Münster (Nottuln-Baumberge), Oelde (Mackenberg), Schöppingen - Ostwestfalen-Lippe: Bad Oeynhausen (P.Westf.-Wittekindsberg), Bielefeld (Hünenburg), Herford (Eggeberg), Höxter (Holzminden), Stemwede (Arrenkamp), Teutoburger Wald (Bielstein), Warburg, Willebadessen (Eggegebirge) - Südwestfalen: Biedenkopf (Sackpfeife), Ederkopf (Oberste Henn), Hallenberg (Bollerberg), Hochsauerland (Hunau), Lennestadt (Kuhhelle), Meschede, Nordhelle, Olsberg, Siegen (Giersberg) |